# Distretto di Bagerhat
Il distretto di Bagerhat è un distretto del Bangladesh situato nella divisione di Khulna. La città principale è Bagerhat Sadar.

## Suddivisioni
Il distretto di Bagerhat si suddivide nei seguenti sottodistretti (upazila):
- Bagerhat Sadar
- Chitalmari
- Fakirhat
- Kachua
- Mollahat
- Mongla
- Morrelganj
- Rampal
- Sarankhola